# آنخل لابرونا
آنخل لابرونا (اسپانیایی: Ángel Labruna‎; ۲۸ سپتامبر ۱۹۱۸ – ۱۹ سپتامبر ۱۹۸۳) بازیکن و مربی فوتبال اهل آرژانتین بود.
از باشگاه‌هایی که در آن بازی کرده‌است می‌توان به باشگاه فوتبال ریور پلاته اشاره کرد.
وی همچنین در تیم ملی فوتبال آرژانتین بازی کرده‌است.